# Idaea parallelolineatella
Idaea parallelolineatella là một loài bướm đêm trong họ Geometridae.